# دامیان ایستریا
دامیان ایستریا (به انگلیسی: Damian Istria) ژیمناست زادهٔ ۲۴ اوت ۱۹۸۲ میلادی اهل کشور استرالیا است.